# Reprezentacja Czarnogóry U-21 w piłce nożnej mężczyzn
Reprezentacja Czarnogóry U-21 w piłce nożnej – młodzieżowa reprezentacja Czarnogóry sterowana przez Czarnogórski Związek Piłki Nożnej. Na razie bez żadnych sukcesów.
"Hrabri Sokoli " jak do tej pory nie zakwalifikowali się do Mistrzostw Europy U-21.

## Występy w ME U-21
- 2009: Nie zakwalifikowała się